# Ultra-Trail World Tour 2017
Navigation
2016 2018
L'Ultra-Trail World Tour 2017 est la quatrième édition de l'Ultra-Trail World Tour, compétition internationale d'ultra-trail fondée en 2013 et qui regroupe désormais vingt-deux courses en un circuit mondial. Il se déroule du 23 janvier au 2 décembre 2017, la première épreuve étant Hong Kong 100, disputé à Hong Kong, et la dernière, l'Ultra-Trail Cape Town, disputé au Cap en Afrique du Sud.

## Programme
| Nom de la course                | Pays                   | Dates              | Gagnant                | Gagnante              |
| ------------------------------- | ---------------------- | ------------------ | ---------------------- | --------------------- |
| Hong Kong 100                   | Hong Kong              | 14 janvier 2017    | Yun Yan-Qiao           | Núria Picas           |
| Tarawera Ultramarathon          | Nouvelle-Zélande       | 11 février 2017    | Jim Walmsley           | Camille Herron        |
| Transgrancanaria                | Espagne                | 24 février 2017    | Pau Capell             | Azara García          |
| Marathon des Sables             | Maroc                  | 7 avril 2017       | Rachid El Morabity     | Elisabet Barnes       |
| 100 Miles of Istria             | Croatie                | 7 avril 2017       | Dylan Bowman           | Francesca Canepa      |
| Patagonia Run                   | Argentine              | 7 avril 2017       | Sergio Jesus Trecaman  | Adriana Vanesa Vargas |
| Madeira Island Ultra Trail      | Portugal               | 22 avril 2017      | François D'Haene       | Andrea Huser          |
| Penyagolosa Trails              | Espagne                | 22 avril 2017      | Timothy Olson          | Gemma Arenas Alcázar  |
| 100 Australia                   | Australie              | 18 mai 2017        | Tim Tollefson          | Lucy Bartholomew      |
| Mozart 100                      | Autriche               | 17 juin 2017       | Alexander Rabensteiner | Cecilia Flori         |
| Lavaredo Ultra Trail            | Italie                 | 23 juin 2017       | Fabien Antolinos       | Caroline Chaverot     |
| Western States Endurance Run    | États-Unis             | 24 juin 2017       | Ryan Sandes            | Cat Bradley           |
| Eiger Ultra Trail               | Suisse                 | 15 juillet 2017    | Stephan Hugenschmidt   | Andrea Huser          |
| TDS                             | Italie, France         | 30 août 2017       | Michel Lanne           | Mimmi Kotka           |
| CCC                             | Italie, Suisse, France | 1er septembre 2017 | Hayden Hawks           | Clare Gallagher       |
| Ultra-Trail du Mont-Blanc       | France, Italie, Suisse | 1er septembre 2017 | François D'Haene       | Núria Picas           |
| Ultra-Trail Harricana du Canada | Canada                 | 8 septembre 2017   | Vivien Laporte         | Sarah Keyes           |
| Grand Raid                      | France                 | 19 octobre 2017    | Benoît Girondel        | Andrea Huser          |
| Trail de Bourbon                | France                 | 20 octobre 2017    | David Hauss            | Camille Bruyas        |
| Cappadocia Ultra Trail          | Turquie                | 21 octobre 2017    | Gediminas Grinius      | Mariya Nikolova       |
| Javelina Jundred                | États-Unis             | 28 octobre 2017    | Patrick Reagan         | Larisa Dannis         |
| Ultra-Trail Cape Town           | Afrique du Sud         | 2 décembre 2017    | Prodigal Khumalo       | Lucy Bartholomew      |

## Résultats

### Hong Kong 100
| Hommes | Hommes       | Hommes           | Hommes |  | Femmes | Femmes           | Femmes           | Femmes |
| Rang   | Athlète      | Temps            | Points |  | Rang   | Athlète          | Temps            | Points |
| ------ | ------------ | ---------------- | ------ |  | ------ | ---------------- | ---------------- | ------ |
| 1      | Yun Yan-Qiao | 9 h 35 min 11 s  | 700    |  | 1      | Núria Picas      | 11 h 18 min 57 s | 700    |
| 2      | Daniel Jung  | 10 h 01 min 35 s | 605    |  | 2      | Linming Chen     | 11 h 53 min 47 s | 605    |
| 3      | Sage Canaday | 10 h 03 min 50 s | 550    |  | 3      | Marie McNaughton | 12 h 26 min 19 s | 550    |

### Tarawera Ultramarathon
| Hommes | Hommes         | Hommes          | Hommes |  | Femmes | Femmes           | Femmes          | Femmes |
| Rang   | Athlète        | Temps           | Points |  | Rang   | Athlète          | Temps           | Points |
| ------ | -------------- | --------------- | ------ |  | ------ | ---------------- | --------------- | ------ |
| 1      | Jim Walmsley   | 7 h 23 min 32 s | 700    |  | 1      | Camille Herron   | 8 h 56 min 00 s | 700    |
| 2      | Jonas Buud     | 8 h 10 min 58 s | 605    |  | 2      | Magdalena Boulet | 9 h 20 min 13 s | 605    |
| 3      | Sam McCutcheon | 8 h 12 min 35 s | 550    |  | 3      | Cecilia Flori    | 9 h 21 min 42 s | 550    |

### Transgrancanaria
| Hommes | Hommes           | Hommes           | Hommes |  | Femmes | Femmes          | Femmes           | Femmes |
| Rang   | Athlète          | Temps            | Points |  | Rang   | Athlète         | Temps            | Points |
| ------ | ---------------- | ---------------- | ------ |  | ------ | --------------- | ---------------- | ------ |
| 1      | Pau Capell       | 13 h 21 min 03 s | 1 000  |  | 1      | Azara García    | 16 h 25 min 20 s | 1 000  |
| 2      | Vaidas Žlabys    | 13 h 35 min 38 s | 865    |  | 2      | Andrea Huser    | 17 h 15 min 45 s | 865    |
| 3      | Didrik Hermansen | 13 h 50 min 06 s | 785    |  | 3      | Mélanie Rousset | 17 h 30 min 40 s | 785    |

### Marathon des Sables
| Hommes | Hommes              | Hommes           | Hommes |  | Femmes | Femmes            | Femmes           | Femmes |
| Rang   | Athlète             | Temps            | Points |  | Rang   | Athlète           | Temps            | Points |
| ------ | ------------------- | ---------------- | ------ |  | ------ | ----------------- | ---------------- | ------ |
| 1      | Rachid El Morabity  | 19 h 15 min 23 s | 1 300  |  | 1      | Elisabet Barnes   | 23 h 16 min 12 s | 1 300  |
| 2      | Mohamed El Morabity | 19 h 38 min 21 s | 1 124  |  | 2      | Nathalie Mauclair | 23 h 36 min 40 s | 1 124  |
| 3      | Thomas Evans        | 19 h 49 min 33 s | 1 021  |  | 3      | Fernanda Maciel   | 24 h 44 min 59 s | 1 021  |

### 100 Miles of Istria
| Hommes | Hommes             | Hommes           | Hommes |  | Femmes | Femmes           | Femmes           | Femmes |
| Rang   | Athlète            | Temps            | Points |  | Rang   | Athlète          | Temps            | Points |
| ------ | ------------------ | ---------------- | ------ |  | ------ | ---------------- | ---------------- | ------ |
| 1      | Dylan Bowman       | 17 h 51 min 50 s | 400    |  | 1      | Francesca Canepa | 23 h 34 min 27 s | 400    |
| 2      | Oliviero Bosatelli | 18 h 54 min 31 s | 346    |  | 2      | Alenka Pavc      | 24 h 52 min 58 s | 346    |
| 3      | Paul Giblin        | 19 h 21 min 56 s | 314    |  | 3      | Ulrike Striednig | 25 h 07 min 21 s | 314    |

### Patagonia Run
| Hommes | Hommes                | Hommes           | Hommes |  | Femmes | Femmes                | Femmes           | Femmes |
| Rang   | Athlète               | Temps            | Points |  | Rang   | Athlète               | Temps            | Points |
| ------ | --------------------- | ---------------- | ------ |  | ------ | --------------------- | ---------------- | ------ |
| 1      | Sergio Jesus Trecaman | 18 h 10 min 49 s | 400    |  | 1      | Adriana Vanesa Vargas | 21 h 01 min 22 s | 400    |
| 2      | José Manuel Gasca     | 18 h 22 min 58 s | 346    |  | 2      | Teresa Nimes          | 21 h 36 min 26 s | 346    |
| 3      | Gustavo Ismail        | 18 h 53 min 27 s | 314    |  | 3      | Laura Gordiola        | 22 h 59 min 26 s | 314    |

### Madeira Island Ultra Trail
| Hommes | Hommes           | Hommes           | Hommes |  | Femmes | Femmes       | Femmes           | Femmes |
| Rang   | Athlète          | Temps            | Points |  | Rang   | Athlète      | Temps            | Points |
| ------ | ---------------- | ---------------- | ------ |  | ------ | ------------ | ---------------- | ------ |
| 1      | François D'Haene | 13 h 05 min 44 s | 700    |  | 1      | Andrea Huser | 16 h 30 min 47 s | 700    |
| 2      | Pau Capell       | 13 h 28 min 01 s | 605    |  | 2      | Beth Pascall | 17 h 11 min 49 s | 605    |
| 3      | Xavier Thévenard | 13 h 42 min 16 s | 550    |  | 3      | Lisa Borzani | 18 h 19 min 10 s | 550    |

### Penyagolosa Trails
| Hommes | Hommes             | Hommes           | Hommes |  | Femmes | Femmes               | Femmes           | Femmes |
| Rang   | Athlète            | Temps            | Points |  | Rang   | Athlète              | Temps            | Points |
| ------ | ------------------ | ---------------- | ------ |  | ------ | -------------------- | ---------------- | ------ |
| 1      | Timothy Olson      | 12 h 23 min 58 s | 400    |  | 1      | Gemma Arenas Alcázar | 15 h 01 min 19 s | 400    |
| 2      | Yeray Durán        | 12 h 45 min 34 s | 346    |  | 2      | María Mercedes Pila  | 15 h 03 min 42 s | 346    |
| 3      | Remi Queral-Ibañez | 12 h 52 min 51 s | 314    |  | 3      | Leire Martínez       | 15 h 53 min 43 s | 314    |

### 100 Australia
| Hommes | Hommes          | Hommes          | Hommes |  | Femmes | Femmes           | Femmes           | Femmes |
| Rang   | Athlète         | Temps           | Points |  | Rang   | Athlète          | Temps            | Points |
| ------ | --------------- | --------------- | ------ |  | ------ | ---------------- | ---------------- | ------ |
| 1      | Tim Tollefson   | 8 h 52 min 00 s | 700    |  | 1      | Lucy Bartholomew | 10 h 52 min 35 s | 700    |
| 2      | Rob Krar        | 9 h 11 min 15 s | 605    |  | 2      | Hanny Allston    | 11 h 12 min 00 s | 605    |
| 3      | Aurélien Collet | 9 h 30 min 50 s | 550    |  | 3      | Lou Clifton      | 11 h 24 min 06 s | 550    |

### Mozart 100
| Hommes | Hommes                 | Hommes           | Hommes |  | Femmes | Femmes          | Femmes           | Femmes |
| Rang   | Athlète                | Temps            | Points |  | Rang   | Athlète         | Temps            | Points |
| ------ | ---------------------- | ---------------- | ------ |  | ------ | --------------- | ---------------- | ------ |
| 1      | Alexander Rabensteiner | 10 h 26 min 53 s | 400    |  | 1      | Cecilia Flori   | 12 h 03 min 32 s | 400    |
| 2      | Harry Jones            | 10 h 44 min 39 s | 346    |  | 2      | Simona Morbelli | 12 h 05 min 15 s | 346    |
| 3      | Csaba Németh           | 10 h 45 min 35 s | 314    |  | 3      | Kath Carty      | 12 h 08 min 45 s | 314    |

### Lavaredo Ultra Trail
| Hommes | Hommes                 | Hommes           | Hommes |  | Femmes | Femmes            | Femmes           | Femmes |
| Rang   | Athlète                | Temps            | Points |  | Rang   | Athlète           | Temps            | Points |
| ------ | ---------------------- | ---------------- | ------ |  | ------ | ----------------- | ---------------- | ------ |
| 1      | Fabien Antolinos       | 12 h 32 min 34 s | 1 000  |  | 1      | Caroline Chaverot | 14 h 05 min 45 s | 1 000  |
| 2      | Seth Swanson           | 12 h 34 min 41 s | 865    |  | 2      | Ruth Croft        | 14 h 51 min 36 s | 865    |
| 3      | Erik-Sebastian Krogvig | 13 h 09 min 21 s | 785    |  | 3      | Lisa Borzani      | 15 h 53 min 49 s | 785    |

### Western States Endurance Run
| Hommes | Hommes       | Hommes           | Hommes |  | Femmes | Femmes           | Femmes           | Femmes |
| Rang   | Athlète      | Temps            | Points |  | Rang   | Athlète          | Temps            | Points |
| ------ | ------------ | ---------------- | ------ |  | ------ | ---------------- | ---------------- | ------ |
| 1      | Ryan Sandes  | 16 h 19 min 37 s | 1 000  |  | 1      | Cat Bradley      | 19 h 31 min 30 s | 1 000  |
| 2      | Alex Nichols | 16 h 48 min 23 s | 865    |  | 2      | Magdalena Boulet | 19 h 49 min 15 s | 865    |
| 3      | Mark Hammond | 16 h 52 min 57 s | 785    |  | 3      | Sabrina Stanley  | 20 h 11 min 41 s | 785    |

### Eiger Ultra Trail
| Hommes | Hommes               | Hommes           | Hommes |  | Femmes | Femmes          | Femmes           | Femmes |
| Rang   | Athlète              | Temps            | Points |  | Rang   | Athlète         | Temps            | Points |
| ------ | -------------------- | ---------------- | ------ |  | ------ | --------------- | ---------------- | ------ |
| 1      | Stephan Hugenschmidt | 11 h 01 min 10 s | 700    |  | 1      | Andrea Huser    | 13 h 46 min 29 s | 700    |
| 2      | Urs Jenzer           | 11 h 15 min 42 s | 605    |  | 2      | Martina Trimmel | 14 h 44 min 51 s | 605    |
| 3      | Jordi Gamito         | 11 h 31 min 24 s | 550    |  | 3      | Hélène Ogi      | 14 h 49 min 43 s | 550    |

### TDS
| Hommes | Hommes                        | Hommes           | Hommes |  | Femmes | Femmes            | Femmes           | Femmes |
| Rang   | Athlète                       | Temps            | Points |  | Rang   | Athlète           | Temps            | Points |
| ------ | ----------------------------- | ---------------- | ------ |  | ------ | ----------------- | ---------------- | ------ |
| 1      | Michel Lanne                  | 14 h 33 min 09 s | 700    |  | 1      | Mimmi Kotka       | 15 h 47 min 07 s | 700    |
| 2      | Antoine Guillon Sylvain Camus | 14 h 36 min 14 s | 605    |  | 2      | Maud Gobert       | 18 h 11 min 54 s | 605    |
| 3      | -                             | -                | -      |  | 3      | Ildikó Wermescher | 18 h 20 min 05 s | 550    |

### CCC
| Hommes | Hommes           | Hommes           | Hommes |  | Femmes | Femmes          | Femmes           | Femmes |
| Rang   | Athlète          | Temps            | Points |  | Rang   | Athlète         | Temps            | Points |
| ------ | ---------------- | ---------------- | ------ |  | ------ | --------------- | ---------------- | ------ |
| 1      | Hayden Hawks     | 10 h 24 min 30 s | 1 000  |  | 1      | Clare Gallagher | 12 h 13 min 57 s | 1 000  |
| 2      | Marcin Świerc    | 10 h 42 min 49 s | 865    |  | 2      | Maite Maiora    | 12 h 26 min 41 s | 865    |
| 3      | Ludovic Pommeret | 10 h 50 min 47 s | 785    |  | 3      | Laia Cañes      | 12 h 47 min 39 s | 785    |

### Ultra-Trail du Mont-Blanc
| Hommes | Hommes           | Hommes           | Hommes |  | Femmes | Femmes          | Femmes           | Femmes |
| Rang   | Athlète          | Temps            | Points |  | Rang   | Athlète         | Temps            | Points |
| ------ | ---------------- | ---------------- | ------ |  | ------ | --------------- | ---------------- | ------ |
| 1      | François D'Haene | 19 h 01 min 54 s | 1 300  |  | 1      | Núria Picas     | 25 h 46 min 43 s | 1 300  |
| 2      | Kílian Jornet    | 19 h 16 min 59 s | 1 124  |  | 2      | Andrea Huser    | 25 h 49 min 18 s | 1 124  |
| 3      | Tim Tollefson    | 19 h 53 min 00 s | 1 021  |  | 3      | Christelle Bard | 26 h 39 min 03 s | 1 021  |

### Ultra-Trail Harricana du Canada
| Hommes | Hommes                     | Hommes           | Hommes |  | Femmes | Femmes              | Femmes           | Femmes |
| Rang   | Athlète                    | Temps            | Points |  | Rang   | Athlète             | Temps            | Points |
| ------ | -------------------------- | ---------------- | ------ |  | ------ | ------------------- | ---------------- | ------ |
| 1      | Vivien Laporte             | 12 h 48 min 14 s | 400    |  | 1      | Sarah Keyes         | 14 h 31 min 35 s | 400    |
| 2      | Luis Tomas Lopez Villagran | 13 h 31 min 38 s | 346    |  | 2      | Alexandra Earle     | 15 h 20 min 38 s | 346    |
| 3      | Thomas Duhamel             | 13 h 55 min 51 s | 314    |  | 3      | Sarah Verguet Moniz | 15 h 47 min 56 s | 314    |

### Grand Raid
| Hommes | Hommes            | Hommes           | Hommes |  | Femmes | Femmes         | Femmes           | Femmes |
| Rang   | Athlète           | Temps            | Points |  | Rang   | Athlète        | Temps            | Points |
| ------ | ----------------- | ---------------- | ------ |  | ------ | -------------- | ---------------- | ------ |
| 1      | Benoît Girondel   | 23 h 53 min 53 s | 1 000  |  | 1      | Andrea Huser   | 26 h 34 min 52 s | 1 000  |
| 2      | Antoine Guillon   | 24 h 26 min 12 s | 865    |  | 2      | Émilie Lecomte | 29 h 02 min 26 s | 865    |
| 3      | Guillaume Beauxis | 25 h 09 min 58 s | 785    |  | 3      | Marcelle Puy   | 30 h 58 min 58 s | 785    |

### Trail de Bourbon
| Hommes | Hommes           | Hommes           | Hommes |  | Femmes | Femmes          | Femmes           | Femmes |
| Rang   | Athlète          | Temps            | Points |  | Rang   | Athlète         | Temps            | Points |
| ------ | ---------------- | ---------------- | ------ |  | ------ | --------------- | ---------------- | ------ |
| 1      | David Hauss      | 15 h 38 min 43 s | 400    |  | 1      | Camille Bruyas  | 18 h 51 min 36 s | 400    |
| 2      | Judicaël Sautron | 16 h 31 min 45 s | 346    |  | 2      | Christelle Bard | 19 h 29 min 13 s | 346    |
| 3      | Simon Paillard   | 16 h 50 min 00 s | 314    |  | 3      | Estelle Carret  | 20 h 20 min 28 s | 314    |

### Cappadocia Ultra Trail
| Hommes | Hommes            | Hommes           | Hommes |  | Femmes | Femmes             | Femmes           | Femmes |
| Rang   | Athlète           | Temps            | Points |  | Rang   | Athlète            | Temps            | Points |
| ------ | ----------------- | ---------------- | ------ |  | ------ | ------------------ | ---------------- | ------ |
| 1      | Gediminas Grinius | 10 h 56 min 07 s | 400    |  | 1      | Mariya Nikolova    | 14 h 26 min 16 s | 400    |
| 2      | Andrey Gridin     | 12 h 21 min 19 s | 346    |  | 2      | Cristiana Follador | 14 h 57 min 41 s | 346    |
| 3      | Radu Milea        | 12 h 26 min 41 s | 314    |  | 3      | Elena Polyakova    | 15 h 22 min 14 s | 314    |

### Javelina Jundred
| Hommes | Hommes         | Hommes           | Hommes |  | Femmes | Femmes         | Femmes           | Femmes |
| Rang   | Athlète        | Temps            | Points |  | Rang   | Athlète        | Temps            | Points |
| ------ | -------------- | ---------------- | ------ |  | ------ | -------------- | ---------------- | ------ |
| 1      | Patrick Reagan | 13 h 01 min 14 s | 400    |  | 1      | Larisa Dannis  | 16 h 32 min 17 s | 400    |
| 2      | Zach Bitter    | 13 h 52 min 53 s | 346    |  | 2      | Dana Anderson  | 17 h 15 min 38 s | 346    |
| 3      | Brendan Davies | 14 h 04 min 30 s | 314    |  | 3      | Stacey Buckley | 19 h 32 min 15 s | 314    |

### Ultra-Trail Cape Town
| Hommes | Hommes           | Hommes           | Hommes |  | Femmes | Femmes           | Femmes           | Femmes |
| Rang   | Athlète          | Temps            | Points |  | Rang   | Athlète          | Temps            | Points |
| ------ | ---------------- | ---------------- | ------ |  | ------ | ---------------- | ---------------- | ------ |
| 1      | Prodigal Khumalo | 9 h 51 min 00 s  | 400    |  | 1      | Lucy Bartholomew | 11 h 21 min 49 s | 400    |
| 2      | Ryan Sandes      | 9 h 56 min 03 s  | 346    |  | 2      | Robyn Owen       | 12 h 06 min 40 s | 346    |
| 3      | Scott Hawker     | 10 h 04 min 27 s | 314    |  | 3      | Naomi Brand      | 12 h 37 min 14 s | 314    |

## Classements finaux

### Hommes
| Rang | Athlète            | Pays           | Team/Club                                    | Points |
| ---- | ------------------ | -------------- | -------------------------------------------- | ------ |
| 1    | François D'Haene   | France         | Salomon                                      | 2 000  |
| 2    | Pau Capell         | Espagne        | The North Face                               | 1 845  |
| 3    | Thomas Evans       | Royaume-Uni    | Train as One                                 | 1 750  |
| 4    | Tim Tollefson      | Afrique du Sud | Hoka One One                                 | 1 721  |
| 5    | Rachid El Morabity | Maroc          | Ultra-Trail Atlas Toubkal / Grand Casablanca | 1 696  |
| 6    | Benoît Girondel    | France         | Asics                                        | 1 620  |
| 7    | Jim Walmsley       | États-Unis     | Hoka One One                                 | 1 591  |
| 8    | Xavier Thévenard   | France         | DSA Pontarlier                               | 1 498  |
| 9    | Antoine Guillon    | France         | Raidlight / Unifer / Team Globetrailers      | 1 470  |
| 10   | Jordi Gamito       | Espagne        | Compressport International                   | 1 444  |

### Femmes
| Rang | Athlète          | Pays       | Team/Club                 | Points |
| ---- | ---------------- | ---------- | ------------------------- | ------ |
| 1    | Andrea Huser     | Suisse     | Mammut                    | 2 124  |
| 2    | Núria Picas      | Espagne    | Buff Pro Team             | 2 000  |
| 3    | Émilie Lecomte   | France     |                           | 1 813  |
| 4    | Mélanie Rousset  | France     | WAA                       | 1 676  |
| 5    | Fernanda Maciel  | Brésil     | The North Face / Red Bull | 1 615  |
| 6    | Koari Niwa       | Japon      | Salomon                   | 1 568  |
| 7    | Magdalena Boulet | États-Unis | Hoka One One              | 1 470  |
| 8    | Kellie Emmerson  | Australie  | Hoka One One              | 1 401  |
| 9    | Lisa Borzani     | Italie     | Tecnica                   | 1 379  |
| 10   | Christelle Bard  | France     |                           | 1 367  |